# Pedistylis galpinii
Pedistylis galpinii là một loài thực vật có hoa trong họ Loranthaceae. Loài này được (Schinz ex Sprague) Wiens mô tả khoa học đầu tiên năm 1978.